# Nguyễn Đức Hóa
Nguyễn Đức Hóa (* 13. Juli 1989 in Vietnam) ist ein vietnamesischer Großmeister im Schach.
Mit der vietnamesischen Nationalmannschaft nahm er an drei Schacholympiaden teil (2010 am Ersatz-, 2012 am vierten und 2014 am dritten Brett). Außerdem nahm er zweimal an den asiatischen Mannschaftsmeisterschaften (2012–2014) teil. 
Im Juni 2011 wurde er Internationaler Meister, seit November 2014 trägt er den Titel „Großmeister“. Die Normen für seinen Großmeister-Titel erzielte er beim 12. Bangkok Chess Club Open im April 2012 und bei der  Schacholympiade 2014. Seine Elo-Zahl beträgt 2415 (Stand: Dezember 2021), seine bisher höchste war 2518 im Januar 2015.
| Hier fehlt eine Grafik, die leider im Moment aus technischen Gründen nicht angezeigt werden kann. Wir arbeiten daran! |